# Fondejador
|  | No s'ha de confondre amb Ancoratge (nàutica). |

Detall dels cercles de Born, en una carta

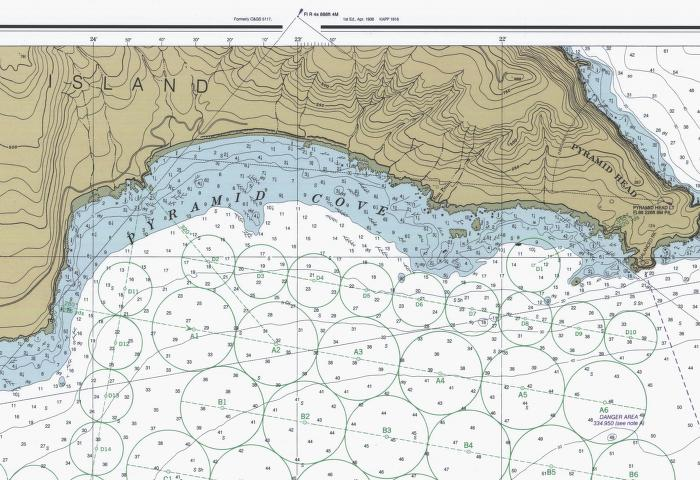
Carta d'una zona de fondeig reglamentària

Un fondejador o ancoratge és el paratge d'un port, badia, riu, etc. en què per la qualitat, naturalesa i profunditat del fons, hi troben bona subjecció les àncores dels vaixells, i així hi poden quedar aquests resguardats de vents i temporals. En general i resumint, es denomina fondejador el lloc on està ancorada una embarcació. S'indica en les cartes i plànols hidrogràfics per l'abreviatura Fond°, o també pel signe d'una àncora inclinada, amb cep si l'ancoratge és per a vaixells grans i sense cep si és per a embarcacions menors. Les condicions que ha de reunir un bon ancoratge, són (si és possible):
- que en el seu fons hi agafin bé les àncores, és a dir, que no sigui de pedra ni massa dur, però sí consistent.
- que estigui protegit dels vents més freqüents o perillosos.
- que sigui fàcil d'entrar-hi els vaixells.

És difícil reunir totes aquestes condicions, ja que gairebé mai hi ha un paratge en què s'hi trobin totes a la vegada. Els rumbs donen les enfilacions necessàries per arribar als ancoratges dels ports des de les costes que abasten.